# Berlin-Staaken
Staaken is een wijk van Spandau, een van de districten van Berlijn. 

## Geschiedenis
Staaken werd voor het eerst vermeld op 26 maart 1273 als Stakene. Op 1 oktober 1920 werd het dorp een deel van Groot-Berlijn en werd ingedeeld bij de voormalige stad Spandau. Na de Tweede Wereldoorlog werd Staaken gesplitst tussen de Britse en Sovjet-bezettingszone. Dit was erg vreemd aangezien Spandau volledig in het westen van Berlijn lag. De reden hiervoor was zodat de Britten toegang hadden tot de luchthaven van Gatow, dat gedeeltelijk op het grondgebied van Brandenburg lag. Nadat West-Staaken aanvankelijk bestuurd werd door het district Mitte werd het bestuur op 1 juni 1952 overgedragen aan Falkensee. Deze gemeente maakte geen deel uit van Berlijn en lag ook in de Sovjet-zone. Op 1 januari 1961 werd het gebied ook officieel overgedragen aan Falkensee, tot het op 1 januari 1971 een zelfstandige gemeente in de DDR werd. Na de val van de Muur in 1989 werden Oost- en West-Duitsland op 3 oktober 1990 herenigd alsook Oost- en West-Staaken. 

## Sport
SC Staaken is de plaatselijke voetbalclub die tot in de jaren zeventig meestal in de tweede en derde klasse speelde. Van 1945 tot 1948 speelde de club in de Oberliga Berlin, wat toen gold als de hoogste klasse. 
Een andere club is FSV Spandauer Kickers. Deze club werd in 1975 opgericht en speelt sinds 2017 in de Berlin-Liga, de zesde klasse. 
Falkenhagener Feld |
Gatow |
Hakenfelde |
Haselhorst |
Kladow |
Siemensstadt |
Spandau |
Staaken |
Wilhelmstadt